# (2910) Yoshkar-Ola
(2910) Yoshkar-Ola ist ein Asteroid des inneren Hauptgürtels, der von dem sowjetischen Astronomen Nikolai Tschernych am 11. Oktober 1980 am Krim-Observatorium in Nautschnyj (IAU-Code 095) entdeckt wurde. Unbestätigte Sichtungen des Asteroiden hatte es vorher schon mehrere gegeben: am 25. Oktober 1957 unter der vorläufigen Bezeichnung 1957 UD an der Landessternwarte Heidelberg-Königstuhl und im April 1979 (1979 HL) am Cerro Tololo Inter-American Observatory in Chile.
Mittlere Sonnenentfernung (große Halbachse), Exzentrizität und Neigung der Bahnebene des Asteroiden ähneln den Bahndaten der Mitglieder der Flora-Familie, einer großen Gruppe von Asteroiden, die nach (8) Flora benannt ist. Asteroiden dieser Familie bewegen sich in einer Bahnresonanz von 4:9 mit dem Planeten Mars um die Sonne. Die Gruppe wird auch Ariadne-Familie genannt, nach dem Asteroiden (43) Ariadne.
Im PSABA-Projekt des tschechischen Astronomen Petr Pravec wurde eine Untersuchung der Lichtkurve von (2910) Yoshkar-Ola empfohlen. Astronomen in Australien (Julian Oey) und der Slowakei (Jozef Világi, Štefan Gajdoš, Leonard Kornoš und Adrián Galád) untersuchten daraufhin im September und Oktober 2006 den Asteroiden und ermittelten eine Rotationsperiode von 3,4233 (± 0,0001) Stunden.
Der Asteroid wurde am 8. November 1984 nach der Stadt Joschkar-Ola benannt aus Anlass ihres 400-jährigen Gründungsjubiläums. Zum Zeitpunkt der Asteroidenbenennung war Joschkar-Ola Hauptstadt der ASSR der Mari, danach Hauptstadt der Republik Mari El in Russland.